# آکیرا مورایاما
آکیرا مورایاما (انگلیسی: Akira Murayama; ۲ آوریل ۱۹۴۸ – ) صداپیشگی در ژاپن اهل ژاپن بود. وی از سال ۱۹۷۰ میلادی تاکنون مشغول فعالیت بوده‌است.